# Lamine Diack
Lamine Diack (født 7. juni 1933 i Dakar], død 3. december 2021) var en senegalesisk forretningsmand, idrætsleder og atlet. Han var formand for  det internationale atletikforbund World Athletics (IAAF) fra 8. november 1999 til 2015.
Diack blev udpeget som foreløbig formand efter den foregående formand, Primo Nebiolo fra Italien, der døde i november 1999. Diack blev valgt som formand ved IAAF's kongres i 2001. Han var også medlem af International Olympic Committee (IOC).
Diack var som ung atlet og konkurrerede i længdespring, hvor han blev fransk mester i 1958 og samme år satte fransk rekord med et spring på 7,63 m. Han satte sin personlige rekord på 7,72 m året efter (dog med medvind), da han vandt det franske universitetsmesterskab. Han blev kort efter knæskadet, hvorpå hans håb om deltagelse i OL 1960 i Rom ikke kunne blive til virkelighed.

## Retssager
Lamine Diack blev sigtet i en række korruptionssager. Den 1. november 2015 blev Diack og flere andre topfolk fra IAAF arresteret i Frankrig og undersøgt for beskyldninger om modtagelse af betaling for udskydelse af sanktioner omkring russisk dopingsnyderi.
IOC suspenderede den 10. november 2015 Diack midlertidigt, og han trak sig fra IOC den følgende dag.
Der blev anlagt straffesag mod Diack og fem andre personer, inklusive hans søn Papa Massata Diack, med tiltale for modtagelse af bestikkelse i tilknytniung til den russiske dopingsag. Der blev afsagt dom den 16. september 2020 og Lamine Diack blev idømt fire års fængsel, hvoraf to blev betinget, for hans deltagelse i et korruptionsnetværk, der havde til formål at skjule dopingsager i Rusland. Lamine Diack blev dømt for aktiv og passiv bestikkelse og tillidsbrud og blev idømt en bøde på op til 500.000 euro. Lamine Diacks advokater meddelte straks, at han appellerede.